# Tempestade tropical Bret (1993)
A tempestade tropical Bret foi o desastre natural mais mortífero na Venezuela desde o sismo de Caracas de 1967. Foi o terceiro ciclone tropical da temporada de furacões no Atlântico de 1993, Bret formou-se em 4 de agosto de uma onda tropical africana em direção ao oeste. Bret mais tarde chegaria ao pico como uma tempestade tropical com ventos de 60 mph (95)km/h) ao se aproximar de Trinidad. Seguiu um curso extremamente ao sul pelo Caribe, passando pelas costas da Venezuela e da Colômbia. Os terrenos altos nas partes norte desses países interromperam gravemente a circulação da tempestade, e Bret enfraqueceu-se para uma depressão tropical antes de emergir sobre o extremo sudoeste do mar do Caribe. Lá, ele voltou a uma tempestade tropical e a 10 de agosto açoitou a Nicarágua, dissipando-se logo depois. Os remanescentes de Bret chegaram ao Oceano Pacífico, onde finalmente se tornaram o furacão Greg.
Apesar que Bret fosse apenas uma fraca tempestade tropical, fez que causa-se inundações extremas e cerca de 200 mortes, movendo-se através da América do Sul, principalmente na Venezuela. A primeira tempestade tropical a aflingir o país em 100 anos, Bret causou avalanches nas regiões do norte com 13,35 pol (339 mm) de chuva. A capital, Caracas, recebeu 4,72 pol (120 mm) de chuva em apenas sete horas, o que resultou em amplos deslizamentos de terra nas colinas em torno da cidade que soterrou casas e levaram carros. Houve 173 mortes no país, e o prejuízo foi estimado em US$25 milhões (1993 USD). Voluntários e bombeiros ajudaram vítimas da tempestade lidar com os danos, e os trabalhadores limparam as estradas para restaurar o transporte.
Fora da Venezuela, Bret primeiro afetatou a Trinidad e Tobago, causando pequenas inundações e falhas de energia. Passou logo ao sul da ilha de Curaçao, onde a tempestade danificou o recife de coral e os telhados de 17 casas. A tempestade mais tarde roçou o norte da Colômbia, matando uma pessoa, antes de seguir para a América Central. Na Nicarágua, Bret matou 31 pessoas e deixou US$ 3 milhões em danos, com muitas cidades costeiras a ficarem isoladas pelas enchentes. Devido às inundações houve uma morte na vizinha Costa Rica e sete em Honduras. Na América Central, o dano foi agravado pelo Furacão Gert movendo-se através da região no início de setembro.

## História meteorológica
A tempestade tropical Bret originou-se de uma onda tropical - uma área de baixa pressão de rastreamento para oeste - que atravessou a costa da África em 1 de agosto de 1993. Ao longo do seu caminho pelo Atlântico aberto, a onda manteve uma impressionante estrutura de nuvens com uma área de profunda convecção. A 4 de agosto, a atividade de tempestade associada consolidou-se e se organizou em bandas de chuva curvas. O Centro Nacional de Furacões (NHC), observou a estrutura aprimorada e o apoio suficiente das estimativas de intensidade de Dvorak, e reavaliou a onda como uma depressão tropical às 12:00 UTC daquele dia, o terceiro sistema da temporada anual de furacões . No momento da sua classificação, ele estava localizado ao longo do paralelo 10 N sobre o Atlântico central, cerca de 1.150 mi (1.850 km) a oeste-sudoeste das ilhas de Cabo Verde.
Com uma área de alta pressão muito resiliente ao norte, a depressão continuou movendo-se em direção ao oeste a uma latitude incomumente baixa durante a maior parte da sua existência. O sistema organizou-se gradualmente devido ao baixo cisalhamento do vento . Depois que o fluxo aumentou e a circulação ficou melhor estabelecida, o NHC elevou a depressão para a tempestade tropical Bret no início de 5 de agosto. Inicialmente, a agência esperava que a tempestade atingisse o estatuto de furacão enquanto se deslocava oeste-noroeste através do Mar do Caribe, embora a tempestade mantivesse o seu caminho para o oeste. No início de 6 de agosto, Bret atingiu ventos de pico de 60 mph (95) km/h), alimentado por águas quentes e aumento de faixas em torno de um centro denso de nuvens . A circulação ficou exposta no final de 6 de agosto, mas as tempestades logo se recuperaram sobre o centro.  Às 07:00 UTC no dia seguinte, Bret atingiu a ilha de Trinidad, perto de Galera Point . A tempestade atravessou a parte norte da ilha, e mais tarde atingiu o nordeste da Venezuela, perto de Macuro .
Depois de atingir o nordeste da Venezuela, Bret continuou para o oeste através da porção norte do país. Por volta das 20:00 UTC a 7 de agosto, a circulação emergiu no mar do sudeste do Caribe. A circulação enfraqueceu e ficou mal definida, embora a tempestade tenha mantido ventos mais fortes ao norte. Apesar do influxo sul ser interrompido pelo terreno montanhoso, Bret manteve a sua circulação enquanto continuava para o oeste, passando logo ao norte da capital da Venezuela, Caracas. Por volta das 08:00 UTC em 8 de agosto, a tempestade voltou à costa da Venezuela, perto do Parque Nacional Morrocoy, no estado de Falcón . Mais tarde naquele dia, o NHC observou que havia "pouca ou nenhuma circulação restante para esse sistema", embora a agência tenha continuado a emitir avisos devido às fortes chuvas da tempestade. No entanto, uma circulação emergiu no Golfo da Venezuela, que logo cruzou o nordeste da Colômbia. Lá, a circulação se aproximou do Pico Cristóbal Colón, a montanha mais alta da Colômbia, com um pico de 18.947 ft (5.775 m) Isso causou a deterioração da estrutura e, em 9 de agosto Bret enfraqueceu-se para o estado de depressão tropical com a circulação "praticamente dissipada", de acordo com o NHC. Os Hurricane Hunters tiveram dificuldade em encontrar uma circulação fechada, levando o NHC a interromper as orientações às 15:00 UTC em 9 de agosto.

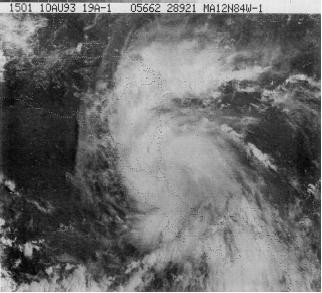
Bret chegando à Nicarágua

Depois de passar pelo sudoeste do Mar do Caribe, Bret começou a redesenvolver a convecção à medida que as condições de nível superior se tornavam mais favoráveis. No início de 10 de agosto, as observações de superfície confirmaram a presença de uma circulação de baixo nível, e o NHC revalidou os avisos no sistema. A convecção continuou a se organizar, levando o NHC a atualizar Bret novamente para uma tempestade tropical. A tempestade se fortaleceu um pouco mais, atingindo um pico secundário de 45 mph (75) km/h). Por volta das 17:00 UTC de 10 de agosto, Bret fez o seu landfall final no sul da Nicarágua, perto da Baía Punta Gorda. A circulação passou pelo país e virou mais para oeste-noroeste. Operacionalmente, acreditava-se que Bret sobreviveria depois de cruzar a América Central e entrou no leste do Pacífico, como o NHC o designou Depressão Tropical Oito-E. A análise pós-tempestade determinou de outra forma que Bret se dissipou no oeste da Nicarágua, perto da costa do Pacífico em 11 de agosto. Os remanescentes continuaram no oeste-noroeste, evoluindo para uma depressão tropical em 15 de agosto na costa oeste do México. O sistema acabou se tornando o furacão Greg, com ventos de pico de 135 mph (215 km/h), que durou até 28 de agosto.

## Preparações
Em geral, previa-se que Bret seguisse mais para o norte do que em última análise. Cerca de 24 horas antes da tempestade, avisos e alertas de ciclones tropicais foram emitidos para o sul das Pequenas Antilhas e Venezuela. O primeiro alerta de tempestade tropical foi publicado no final de 5 de agosto da Dominica para o sul até Trinidad. No dia seguinte, isso foi atualizado para um aviso de tempestade tropical e alerta de furacão de Santa Lúcia a Trinidad. Os avisos de tempestades tropicais se espalharam para o oeste pela Venezuela ao longo do caminho da tempestade, bem como pelas ilhas ABC e norte da Colômbia ao longo da península de La Guajira . Mais tarde, quando Bret começou a se reorganizar no sudoeste do Caribe, partes da Nicarágua estavam sob um alerta de tempestade tropical apenas nove horas antes do início da tempestade.  O aviso foi emitido de Puerto Cabezas, Nicarágua, em toda a costa da Costa Rica, bem como na ilha de Santo André, no mar.

## Impacto
| País       | Mortes |
| ---------- | ------ |
| Venezuela  | 173    |
| Nicarágua  | 31     |
| Honduras   | 7      |
| Colômbia   | 1      |
| Costa Rica | 1      |
| Total      | 213    |

### Sul do Caribe
A tempestade atingiu o norte de Trinidade, produzindo rajadas de vento de 44 quilômetros por hora (27 mph) e 111 milímetros (4,4 pol) de precipitação. Os ventos derrubaram árvores enquanto as chuvas causavam inundações, resultando em falhas de energia, que afetaram 35.000 pessoas. O cabo elétrico que conecta Trinidade a Tobago foi cortado durante a tempestade, deixando a última ilha brevemente sem energia. Dez soldados foram queimados ao tentar mover um fio elétrico caído em Tobago. A tempestade danificou casas no sul de Trinidade e Tobago central. Enquanto isso, as águas das inundações devastaram as culturas locais, resultando em perdas de mais de TT $ 4 milhões (US $ 730.000). Os danos à infraestrutura devido a estradas e pontes inacessíveis totalizaram TT $ 979.000 (US $ 179.000). Na vizinha Granada, uma estação meteorológica registou ventos de 37 mph (59) km/h), com rajadas de 45 mph (85) km/h). Um navio conhecido como Lady Elaine relatou ventos de 45 mph (75) km/h), enquanto ancorado na ilha Hog, na costa sul de Granada.
Passando 70 mi (110 km) ao sul, Bret tocou Curaçao com ventos de tempestades tropicais e precipitação leve. Um vento de pico de 48 mph (77) km/h) foi registada em uma estação meteorológica local, embora a forte brisa terrestre tenha em média de 30 a 35 mph (45 a 55) km/h).  A tempestade danificou os telhados de 17 casas e causou falhas de energia na ilha. Ondas fortes, com alturas de onda de 4,9 ft (1,5 m) danificaram gravemente o recife de coral ao longo da costa sul, quebrando 25 a 50% dos galhos do recife. Em particular, elkhorn ( Acropora palmata ) e coral de fogo ( Millepora complanata ) sofreram danos extensos nas suas estruturas. Dos recifes de coral, aqueles em águas rasas foram os mais afetados; Também ocorreram danos consideráveis ao coral do pilar ( Dendrogyra cylindrus ), que normalmente cresce a profundidades inferiores a 5 m abaixo da superfície. Os animais e plantas de lá também foram afetados. Além disso, nas proximidades de Bonaire experimentou rajadas de vento forte vigor durante a passagem da tempestade.
Como uma tempestade tropical mínima, Bret passou pelo norte da Colômbia. A tempestade derrubou uma linha elétrica em uma casa na cidade de Maicao, matando uma pessoa e ferindo outra. Um petroleiro enfrentou a tempestade no porto de Coveñas, sem nenhum efeito para ele ou para a indústria petrolífera do país.

### Venezuela

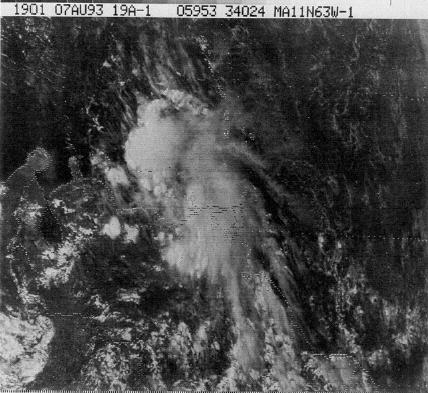
Imagem de satélite de Bret sobre a Venezuela

Atingindo o leste da Venezuela, Bret produziu rajadas de vento de 44 mph (70 km/h) em Guiria, perto de onde a tempestade chegou a terra. A Isla Margarita offshore relatou rajadas de vento de 53 mph (85) km/h), bem como as ondas altas de 20 metros (66 pé) em altura. A capital Caracas registou rajadas de vento de 50 a 60 quilômetros por hora (31 a 37 mph) ; de acordo com reportagens, Bret foi a primeira tempestade tropical a afetar Caracas em 100 anos. No entanto, a pluviosidade da tempestade foi mais significativa. Guanare, no oeste da Venezuela, relatou 13,35 polegadas (339 mm) de chuva em apenas 10 horas. Quebrada Seca no estado de Barinas registou 11,23 polegadas (285 mm) de precipitação superior a 24 horas, e na capital Caracas, 4,72 polegadas (120 mm) de precipitação ocorreu em apenas sete horas.  A capital acabou sendo afetada por 10  horas de chuvas fortes. Uma estação no país registou 5 polegadas (130 mm) de precipitação em sete horas, estabelecendo um recorde nacional para o século XX para as chuvas mais intensas durante esse período.
As chuvas fortes foram o aspecto mais destrutivo da tempestade tropical Bret na Venezuela. Na Ilha Margaria, as chuvas inundaram o principal hospital e os rios transbordaram embora os danos fossem mínimos. No continente, chuvas fortes causaram deslizamentos de terra e inundações prejudiciais e casas inteiras foram enterradas no meio da noite com pouco aviso prévio. Rios inundados levaram carros e casas nas colinas de Caracas, principalmente ao longo do rio inundado de La Guarre. As águas da enchente se misturavam com o esgoto bruto das linhas de água danificadas da região. Os moradores voltaram para as casas danificadas, apesar dos avisos. Os danos foram maiores em Petare, La Vega e El Valle, todos nas montanhas inseguras ao redor de Caracas. Uma casa foi destruída em Petare, matando quatro membros da família.  Pelo menos 19 pessoas morreram no estado de Miranda e outras três mortes foram relatadas em Aragua devido a deslizamentos de terra. Os moradores solicitaram assistência da companhia de bombeiros local, embora o serviço telefónico interrompido tenha criado uma atmosfera de confusão.  Ventos fortes também destruíram os telhados de outras casas e as áreas ficaram sem eletricidade. Partes da Rodovia Pan-Americana e de uma estrada no litoral foram interrompidas por deslizamentos de terra  e o estado de Barinas foi amplamente isolado devido a bloqueios nas estradas.  A maioria das estradas a oeste de Caracas também foram bloqueadas.
No geral, a tempestade tropical Bret deixou mais de 11.000 pessoas desalojadas, incluindo 6.000 no estado de Barinas, e 3.500 em Caracas. Bret deixou US$ 25 milhões em danos e causou 173 mortes no país, enquanto pelo menos 500 foram feridos.  A maioria dos falecidos morava em casas mal construídas em torno de Caracas, onde pelo menos 120 pessoas foram mortas, principalmente crianças.  A tempestade foi o desastre natural mais mortífero na Venezuela desde o sismo de 1967 em Caracas .

### América Central
Ao chegar à Nicarágua, Bret causou graves inundações ao longo da costa que deixou 25 aldeias isoladas.  As chuvas continuaram após a tempestade, impedindo que áreas fossem atingidas, e a Tempestade Tropical Gert trouxe chuvas adicionais para a área no início de setembro. Na Nicarágua, Bret destruiu 12 pontes e interrompeu os sistemas de drenagem ao longo da rede rodoviária regional. As chuvas fortes também causaram o transbordamento dos rios, causando grandes danos em campos adjacentes que afetaram cultivos de arroz, mandioca e bananas; cerca de 1.800 hectares (4.500 acres) de arrozais foram destruídos. Duas aldeias do povo Miskito foram arrasadas, deixando 500 sem abrigo. A tempestade danificou pelo menos 1.500 casas e destruiu outras 850, deixando cerca de 60.000 pessoas temporariamente desalojadas. Bret também destruiu dez igrejas e dez escolas, além de 25 centros médicos.  A tempestade matou nove pessoas no mar quando um barco afundou-se nas ilhas do Milho, e houve 31 mortes em geral no país. O total do dano preliminar foi de cerca de US $ 3 milhões, embora não incluísse danos às culturas ou à infraestrutura.
A tempestade trouxe chuvas fortes e altos mares para a costa leste da Costa Rica, além de ventos fortes. Ocorreu uma morte no país, além de US $ 7,7 milhões em danos. Da mesma forma, chuvas fortes caíram na região de Mosquitia, nas Honduras. As águas da enchente atingiram 7 ft (2,1 m) deixando as cidades costeiras isoladas. Rios transbordados e inundações forçaram cerca de 1.700 pessoas a evacuar de canoa, enquanto alguns moradores enfrentavam a tempestade nos telhados de suas casas.   Cerca de 16.000 as pessoas ficaram desalojadas. A tempestade destruiu mais de 2.000 hectares (5.540 acres) de várias culturas, e houve sete mortes no país.  Em El Salvador, também foram sentidos ventos fracos,  com chuvas moderadas chegando a 104 milímetros (4,1 pol)  em La Palma, Chalatenango . A tempestade derrubou árvores perto da capital San Salvador, deixando temporariamente a cidade sem energia.

## Rescaldo
O então presidente da Venezuela, Ramón José Velásquez, realizou uma reunião de emergência para responder aos fortes danos do Bret. O presidente ordenou três dias de luto nacional devido à tempestade. Cerca de 1.400 trabalhadores e voluntários ajudaram nos esforços de resgate depois que os deslizamentos de terra atingiram Caracas e arredores, assistidos por voluntários da Cruz Vermelha e 800 bombeiros. Os voluntários forneceram água e remédios para os afetados, enquanto os trabalhadores esvaziaram poças residuais de água para mitigar a propagação da doença. As vítimas da tempestade foram temporariamente alojadas na base do exército de Fuerte Tiuna. As estradas foram rapidamente limpas de detritos e lamas, embora muitas não tenham sido reabertas inicialmente devido à ameaça de deslizamentos de terra adicionais. Uma semana após a passagem da tempestade, o serviço telefónico foi amplamente reparado em Caracas e as viagens aéreas foram restauradas. Após a tempestade, o Programa das Nações Unidas para o Desenvolvimento (PNUD) forneceu US$ 50.000 em gastos emergenciais, e o UNICEF enviou US$ 15.000 para comprar sais de reidratação oral.  Uma estação de rádio venezuelana realizou uma maratona para coletar itens de socorro, como alimentos ou roupas.
Após a tempestade, o governo nicaraguense declarou estado de desastre nas regiões autônomas da costa norte e sul do Caribe, bem como Tisma no departamento de Masaya . O governo abrigou os desalojados em Bluefields ao longo da costa atlântica. Os esforços de socorro foram coordenados pelo Comité Nacional de Emergência para fornecer ajuda às vítimas de tempestades afetadas. Os oficiais enviaram equipes médicas para as áreas mais atingidas. Isso ocorreu devido ao aumento do potencial de propagação de doenças transmitidas pela água, resultado de inundações em andamento e instalações sanitárias danificadas. Enquanto isso, os aviões circulavam acima para determinar a extensão dos danos. Em 18 de agosto, o governo solicitou assistência internacional para lidar com o desastre. Em resposta, o Escritório das Nações Unidas para a Coordenação de Assuntos Humanitários e o PNUD enviaram US$ 70.000 em ajuda de emergência, alguns dos quais usados para combustível no transporte de medicamentos e alimentos. O Programa Mundial de Alimentos enviou 72 toneladas de comida e leite. Os países do Japão e dos Estados Unidos foram os primeiros a responder; o primeiro forneceu US$ 100.000 e o último enviou um Lockheed C-130 Hercules para distribuir alimentos. Mais tarde, a Suíça enviou US$ 81.000 como doação em dinheiro, enquanto a Comunidade Econômica Europeia enviou US$ 227.000 em alimentos e medicamentos. Depois da tempestade tropical Gert, no início de setembro, vários outros países enviaram dinheiro, alimentos, remédios e outros bens adicionais.
O governo de Honduras usou um helicóptero para entregar bens de ajuda humanitária a residentes isolados nos telhados. A chuva persistente após Bret causou inundações e danos adicionais, e os estragos totais entre Bret e a subsequente Tempestade Tropical Gert totalizaram US$ 60 milhões nas Honduras.

## Notes
1. ↑  Todos os totais de prejuízos são em valores de 1993 nas sua respectivas moedas.